# Pachyneuron rieki
Pachyneuron rieki är en stekelart som beskrevs av Gibson 2001. Pachyneuron rieki ingår i släktet Pachyneuron och familjen puppglanssteklar. Inga underarter finns listade i Catalogue of Life.